# Claudio Rendina
Claudio Rendina (né à Rome le 21 juillet 1938) est un écrivain, poète et journaliste italien.

## Biographie
S’intéressant à la ville de Rome et à son histoire, il a commencé à publier en 1959 avec Cuore di ragazzo (Éditions Rebellato, Padoue), livre de poésies préfacé par Giorgio Caproni, critique et poète.
Il est l’auteur de nombreux volumes d’histoire, où l’on retrouve la capitale italienne avec ses personnages et ses monuments, l’Église catholique et le Vatican. Il a édité et traduit des œuvres de romanciers et de poètes appartenant pour la plupart à la littérature française du XIXe siècle.
En novembre 1994, avec Roberto Rendina, il a fondé la maison d’édition Rendina Editori dont le siège est à Rome. Il a dirigé la revue Roma ieri, oggi, domani ; il s’occupe dans La Repubblica de la rubrique « Cartoline romane », qui traite de l’histoire, de l’art et du folklore de la Ville éternelle.

## Œuvres
- Cardinali e cortigiane : storie libertine di principi della Chiesa e donne affascinanti, Rome, Newton Compton, 2010.  (ISBN 9788854116962).
- Guida insolita ai misteri, ai segreti, alle leggende e alle curiosità di Roma, Rome, Newton Compton, 2010.  (ISBN 9788854116658).
- Gli ordini cavallereschi : epopea e storia, Rome: Newton Compton, 2009.  (ISBN 9788854116504).
- I peccati del Vaticano : superbia, avarizia, lussuria, pedofilia. Rome, Newton Compton, 2009.  (ISBN 9788854115521).
- La santa casta della chiesa, Rome, Newton Compton, 2009.  (ISBN 9788854114180).
- Roma giorno per giorno : la cronologia della città eterna dalla fondazione, 753 A.C. ad oggi..., Rome, Newton Compton, 2008.  (ISBN 9788854111622).
- Vita segreta dei papi, Rome, Newton Compton, 2008.  (ISBN 9788854112360).
- Le chiese di Roma, Rome, Newton Compton, 2007.  (ISBN 9788854109315).
- I dogi : storia e segreti, Rome, Newton Compton, 2007.  (ISBN 9788854108172).
- La grande guida dei monumenti di Rome, 2 volumi, Roma, Newton Compton, 2006.
- Le grandi famiglie di Roma, Roma, 2 volumi, Rome, Newton Compton, 2006.
- Enciclopedia di Roma, Newton Compton Editori, Rome 2005.  (ISBN 88-541-0304-7).
- I palazzi storici di Roma, Rome, Newton Compton, 2005.  (ISBN 88-541-0444-2).
- I capitani di ventura, Rome, Newton Compton, 2004.  (ISBN 88-8289-974-8).
- Le strade di Roma (coautrice Donatella Paradisi), 3 volumi, Rome, Newton Compton, 2004.
- Dal ghetto alla città : il quartiere ebraico di Roma e le sue attività commerciali (a cura di), Catalogo della mostra presso il Complesso del Vittoriano, Rome, 2003.
- L'oro del Vaticano, Rome, Newton Compton, 2010.  (ISBN 978-88-541-1791-4)

### Éditions et traductions
- Guillaume Apollinaire, Poesie erotiche per Lou e Madeleine, Rome, Newton Compton, 1976
- Guillaume Apollinaire, Poesie d'amore, Rome, Grandi tascabili economici Newton, 1991
- Louis Aragon, Poesie surrealiste e dada : Falo, Rome, Newton Compton, 1979
- Charles Baudelaire, I fiori del male e tutte le poesie Rome, Grandi tascabili economici Newton, 1999
- Tristan Corbière, Tutte le poesie, Rome, Newton Compton, 1976
- Gustave Flaubert, L'educazione sentimentale, Rome, Newton Compton italiana, 1972
- Juan Ramón Jiménez, Sonetti e altre poesie d'amore, Rome, introduction de Carlo Bo, Roma, Newton Compton, 1973
- Antonio Machado, Poesie : Soledades - Campos de Castilla, Rome, Newton Compton, 2007.  (ISBN 885410938X)
- Donatien Alphonse François de Sade, La filosofia nel boudoir, introduction de Mario Praz, Roma, Newton Compton, 1974
- Donatien Alphonse François de Sade, Le sventure della virtù, Roma, Newton Compton, 1978
- Paul Verlaine, I poeti maledetti, La Spezia, Melita, 1981